# Émile Goy
Pour les articles homonymes, voir Goy (homonymie).
Émile Goy, né le 18 août 1853 à Chevry et mort le 25 février 1925, est un médecin et homme politique français.

## Biographie
Maire et conseiller général du canton de Reigner, il se présente à la députation en 1898 pour succéder à César Duval (maire de Saint-Julien) qui est devenu sénateur et le soutient dans cette compétition. Il est battu par Fernand David.
En 1910, il se présente aux sénatoriales et conservera son mandat jusqu'à sa mort en 1925. Hippolyte Curral lui succédera.